# 力価
力価（りきか、米: titer、英: titre）は、生物学における濃度（活性）の測定法の１つである。

## 概要
力価は、生物学における検体の、濃度（活性）の測定法の１つである。
力価試験は、段階希釈と、陽性/陰性評価を組み合わせることで、濃度測定を行う手法である。即ち、検体の希釈系列を作り、
陽性/陰性評価が陽性となる限界の希釈度（最も濃度が低く、即ち希釈係数が最も高い）を以て、力価とする。
タンパク質や酵素の場合の比活性に相当する概念である。力価の例としては、ウイルス価、抗体価
(抗体価は、抗体結合価とは異なる概念)がある。
たとえば、最初の8段階の2倍希釈で陽性の測定値は、1:256の力価となる。(i.e., 2−8)
 

## 力価の例

### ウイルス価
ウイルスの力価（ウイルス価、viral titer） は、検体中(ウイルスが含まれる液体)中のウイルスが細胞に感染出来るような最低濃度（最高の希釈倍率）である。
例えば、以下のような手順で測定される。
- 希釈：検体の段階希釈系列を作る。
- 感染：希釈液それぞれを、対象となるウイルスに感受性(そのウイルスが感染することができる)を持つ細胞等に感染させる。
- 評価：希釈液それぞれが、感染しているかを確認する。

ウイルスの力価は、感染させる細胞等の種類や、評価方法に依存する。
最近ではPCR法等によりウイルス濃度そのものにより近いものを測定できるが、
力価には、感染させる細胞や評価方法との相性も影響するため、必ずしも他の定量法と同じとはならず、同じ力価であっても、方法によって大小が異なりえる。